# Joaquim Pires
Joaquim Pires este un oraș în Piauí (PI), Brazilia.